# Station Glanerbrug
Station Glanerbrug (verkorting: Gbr) is een halte aan de lijn Enschede – Gronau – Münster/Dortmund, aan de noordkant van het grensdorp Glanerbrug.

## 1868-1981
De op 1 november 1865 geopende Staatsspoorlijn D (Station Zutphen – Hengelo) werd op 1 januari 1868 doorgetrokken naar de Duitse grens. De eindhalte heette op dat moment Glanerbeek, naar de Glanerbeek. Op 1 oktober 1875 werd het baanvak Glanerbeek – Gronau geopend en werd de halte gesloten . In 1888 werd de halte echter heropend. In 1910 kwam er een nieuw stationsgebouw en vanaf dat moment werd de naam Glanerbrug. Tegelijkertijd met het beëindigen van het naoorlogse werkliedenvervoer tussen Glanerbrug en Enschede op 6 november 1950 werd de halte gesloten. Tot 28 mei 1972 bestond er nog wel goederenvervoer naar Glanerbrug.
In 1948 begon men vanaf Glanerbrug een lijn aan te leggen naar Glane en vandaar over het oude tracé van de tramlijn tot Station Losser. Deze lijn werd op 2 oktober 1949 geopend.
De aftakking was dicht bij station Glanerbrug en daar werd een perron aangelegd voor werkliedentreinen . Deze werkliedentreinen zijn gestopt in 1951.
De op 31 mei 1959 hervatte treindienst Amsterdam – Münster, bestaande uit twee Duitse rijtuigen die gekoppeld werden vóór de sneltrein Amsterdam – Enschede, reed tot en met 25 mei 1968. Er reden nog wel accumotorrijtuigen en ten slotte dieselmotorrijtuigen van de Duitse Spoorwegen van Enschede via Gronau naar Münster. Het station Glanerbrug bestond toen niet meer. Op 26 september 1981 werd de spoorlijn langs Glanerbrug waar nog één treinpaar per dag reed gesloten.

## 2001-heden
Plannen om de oude spoorlijn weer nieuw leven in te blazen zijn er voortdurend geweest. Uiteindelijk werd in 2000 een begin gemaakt met de renovatie van de lijn. Sinds 18 november 2001 rijden er weer treinen tussen Enschede en Gronau en kent Glanerbrug weer een station. Ieder half uur rijdt er een trein richting Enschede en een naar Gronau en verder naar Münster of Dortmund.

## Afbeeldingen

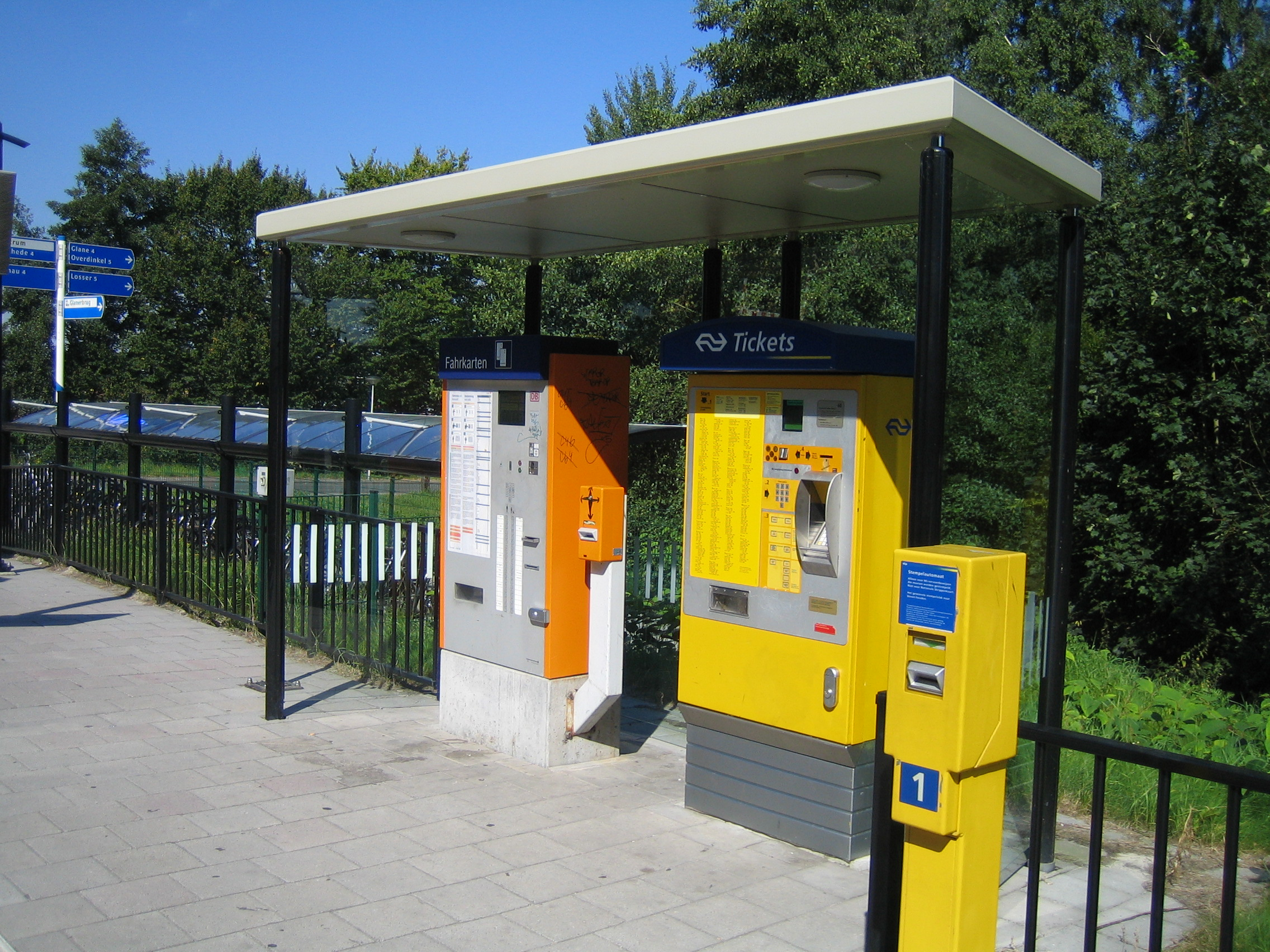
Kaartautomaten (2005)
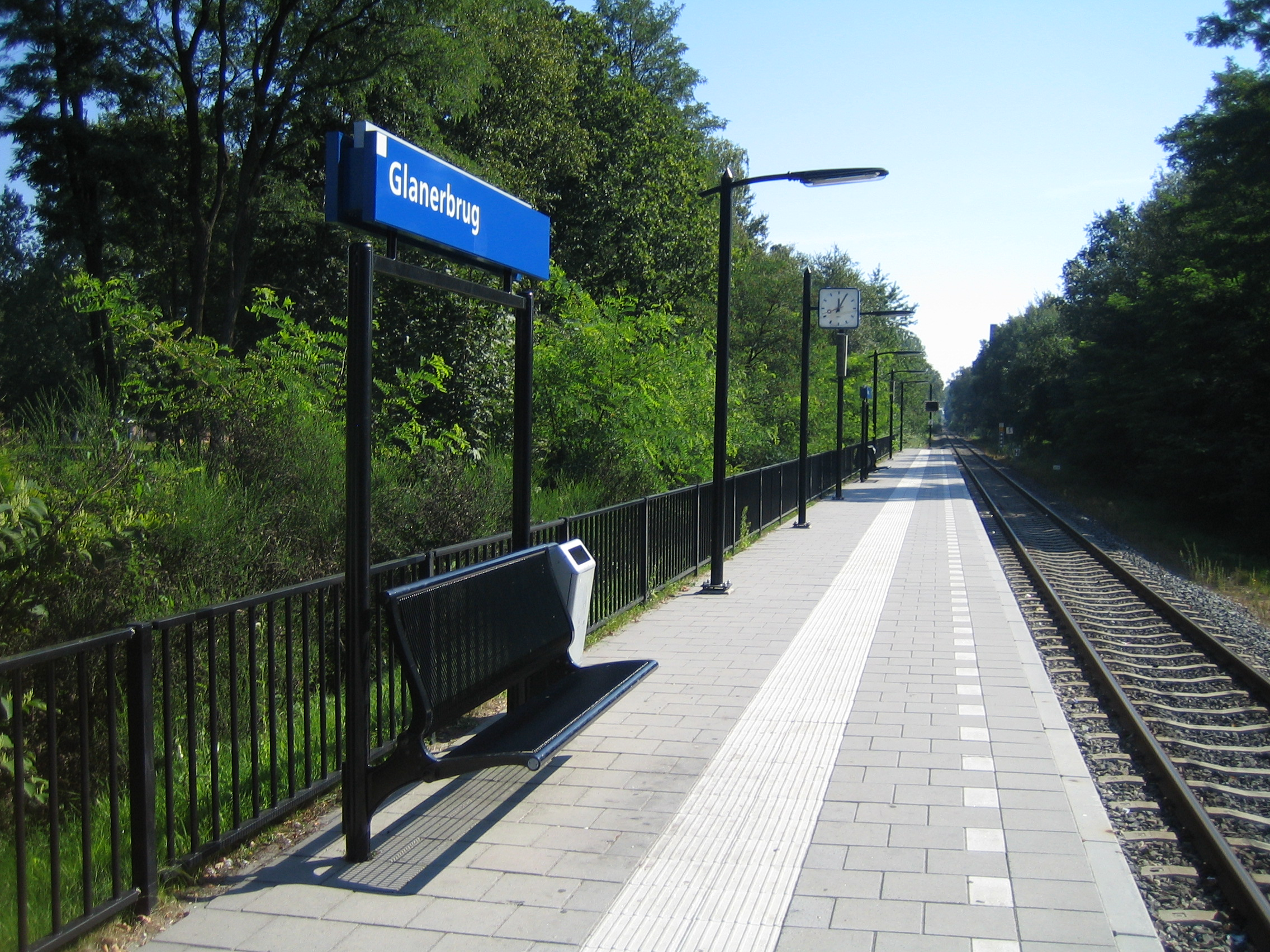
Perron
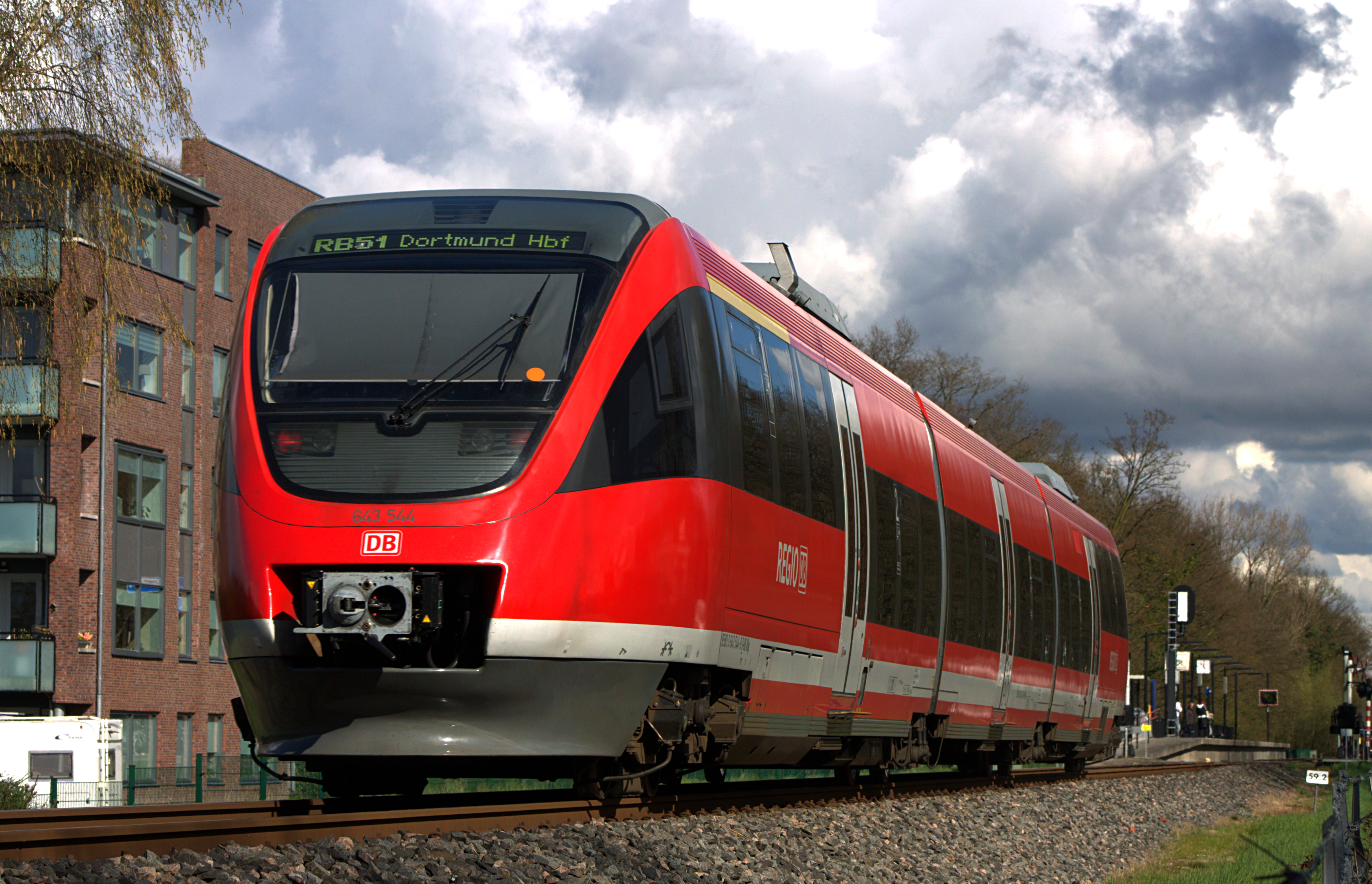
Duitse trein vertrekt van het station
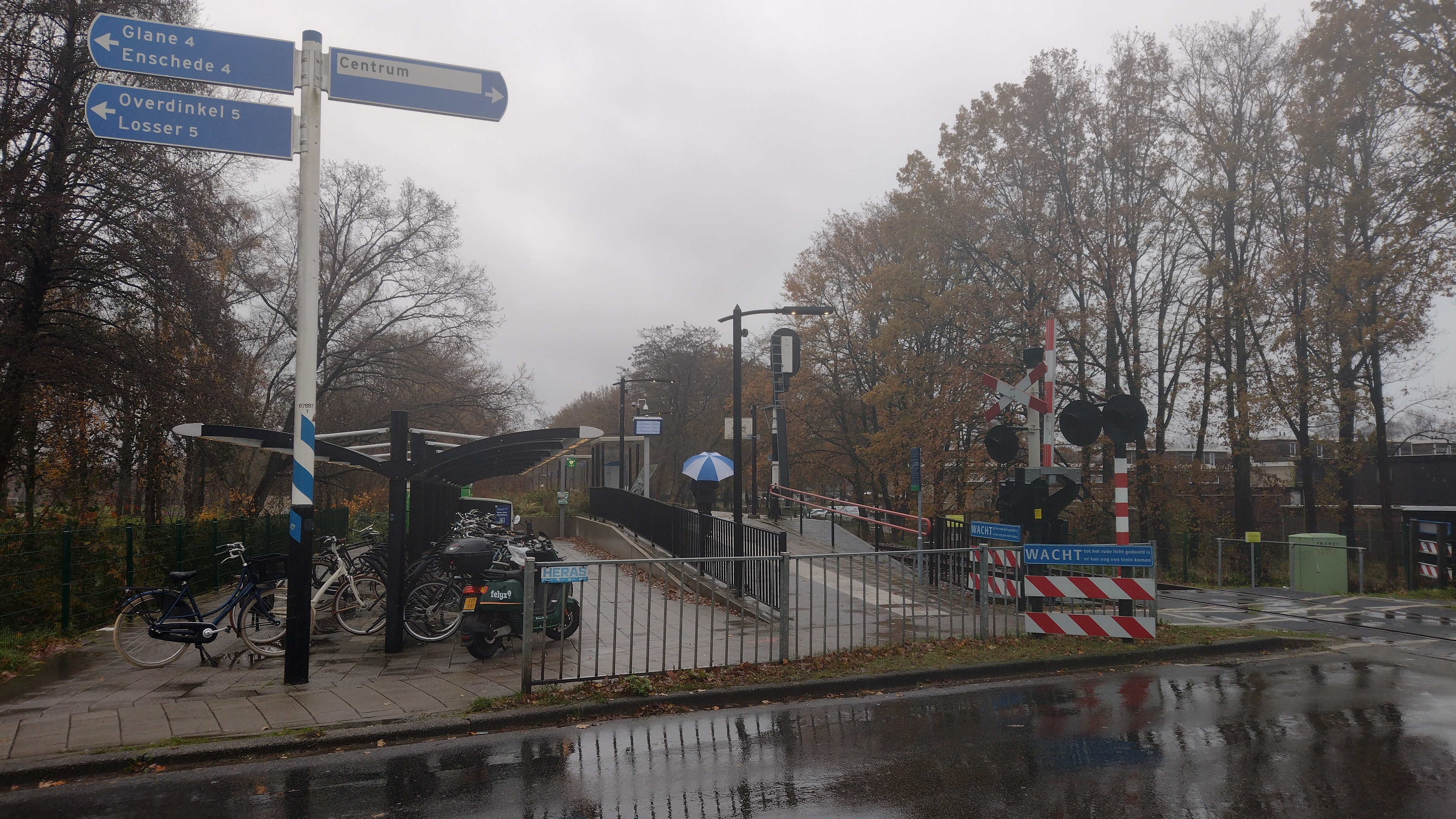
Het station in 2023

## Treinverbindingen
| Serie       | Treinsoort                            | Route                                                                                          | Bijzonderheden                                                                                 |
| ----------- | ------------------------------------- | ---------------------------------------------------------------------------------------------- | ---------------------------------------------------------------------------------------------- |
| 20180 RB 64 | Regionalbahn (DB Regio NRW)           | Münster (Westf) Hbf – Steinfurt-Burgsteinfurt – Gronau (Westf) – Glanerbrug – Enschede         | Euregio-Bahn                                                                                   |
| 20250 RB 51 | Stoptrein/Regionalbahn (DB Regio NRW) | Dortmund Hbf – Preußen – Lünen Hbf – Coesfeld (Westf) – Gronau (Westf) – Glanerbrug – Enschede | Westmünsterland-Bahn Dortmund-Lünen 2x per uur, van/naar Enschede en in het weekend 1x per uur |

0: Zutphen ·
0,5: Nieuwstad ·
3,1: Eefde ·
10,2: Laren-Almen ·
16,9: Lochem ·
24,3: Markelo ·
30,1: Goor ·
34,7: Wiene ·
39,7: Delden ·
43,4: Hengelo Gezondheidspark ·
43,8: Tuindorp-Nijverheid ·
45,6: Hengelo ·
46,4: Hengelo FBK stadion ·
47,4: De Waarbeek ·
49,3: Enschede Kennispark ·
53,2: Enschede ·
53,7: Hengeloschestraat ·
54,2: Oldenzaalschestraat ·
57,9: Enschede De Eschmarke ·
59,4: Glanerbrug
Almelo · 
-De Riet · 
Borne · 
Daarlerveen · 
Dalfsen · 
Delden · 
Deventer · 
-Colmschate · 
Enschede · 
-De Eschmarke · 
-Kennispark · 
Glanerbrug · 
Goor · 
Gramsbergen · 
Hardenberg · 
Heino · 
Hengelo · 
-Gezondheidspark ·
-Oost · 
Holten · 
Kampen · 
-Zuid ·
Mariënberg · 
Nijverdal · 
Oldenzaal ·
Olst · 
Ommen · 
Raalte ·
Rijssen · 
Steenwijk · 
Vriezenveen · 
Vroomshoop · 
Wierden · 
Wijhe · 
Zwolle · 
-Stadshagen
Stations van de Museum Buurtspoorweg:
Haaksbergen · Zoutindustrie · Boekelo

Voormalige stations: zie de lijst van voormalige spoorwegstations in Overijssel